# Culicoides xinjiangensis
Culicoides xinjiangensis är en tvåvingeart som beskrevs av Chu, Qian och Ma 1982. Culicoides xinjiangensis ingår i släktet Culicoides och familjen svidknott. Inga underarter finns listade i Catalogue of Life.